# Muscicapa comitata
Muscicapa comitata là một loài chim trong họ Muscicapidae.